# Stereocidaris
Genre
Synonymes
- sous-genre Cidaris (Stereocidaris) Pomel, 1883[1]
- genre Santonicidaris Vadet, Nicolleau & Cottard, 2013[1]
- sous-genre Temnocidaris (Stereocidaris) Pomel, 1883 (préféré par BioLib)[2]
- genre Typocidaris Pomel, 1883[2]

Stereociradis est un genre d'oursins de la famille des Cidaridae.

## Description et caractéristiques

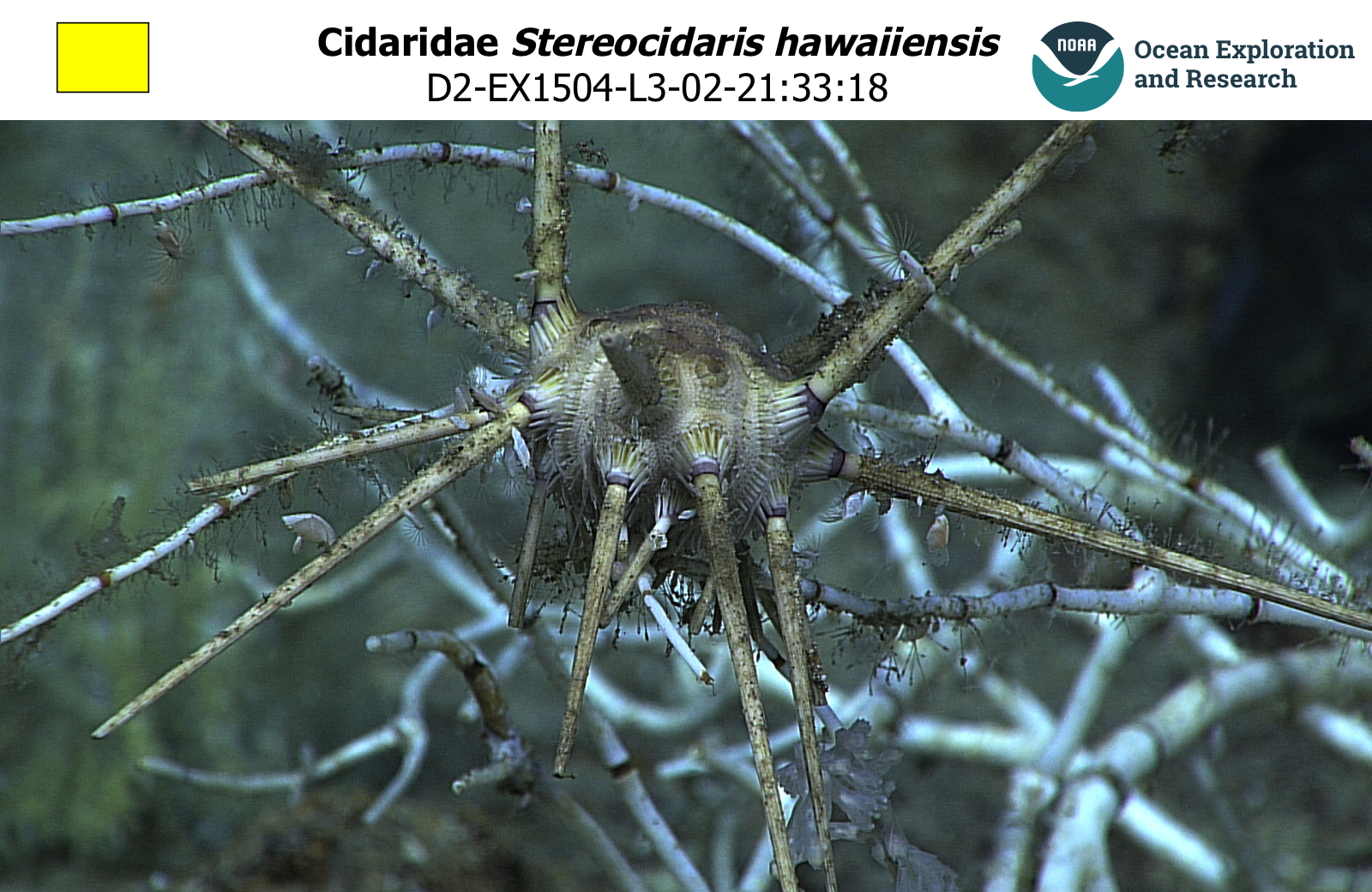
Stereocidaris hawaiiensis.

Ce sont des oursins réguliers. Le test (coquille) est plus ou moins sphérique, protégé par des radioles (piquants), l'ensemble suivant une symétrie pentaradiaire (centrale d'ordre 5) reliant la bouche (péristome) située au centre de la face orale (inférieure) à l'anus (périprocte) situé à l'apex aboral (pôle supérieur).
Ce genre présente les caractéristiques suivantes : 
- le test est particulièrement épais et robuste, très arrondi ;
- le disque apical est dicyclique, de diamètre similaire à celui du péristome. Toutes les plaques génitales sont de taille similaire. Toutes les plaques sont densément couvertes de tubercules (et donc de radioles) ;
- les aires ambulacraires sont sinueuses, les paires de pores étant étroites et non conjuguées ;
- les plaques interambulacraires sont parcourues par des sutures profondes, et portent des tubercules perforés et non crénulés, sur des aréoles profondément enfoncées et entourées de tubercules scrobiculaires ;
- les tubercules scrobiculaires sont clairement différenciés. En dehors de leur cercle, le test présente une granulation dense et uniforme ;
- les radioles primaires sont volumineuses et robustes, fusiformes, ornées de fines côtes épineuses[3].

## Liste d'espèces
Selon World Register of Marine Species (23 janvier 2014) :
- Stereocidaris alcocki (Anderson, 1894)
- Stereocidaris capensis Döderlein, 1901
- Stereocidaris excavata Mortensen, 1932
- Stereocidaris grandis (Döderlein, 1885)
- Stereocidaris granularis Mortensen, 1928
- Stereocidaris hawaiiensis Mortensen, 1928
- Stereocidaris indica Döderlein, 1901
- Stereocidaris ingolfiana Mortensen, 1903
- Stereocidaris leucacantha A. Agassiz & H.L. Clark, 1907
- Stereocidaris microtuberculata (Yoshiwara, 1898)
- Stereocidaris nascaensis Allison, Durham & Mintz, 1967
- Stereocidaris purpurascens Mortensen, 1928
- Stereocidaris reducta Mortensen, 1939
- Stereocidaris sceptriferoides Döderlein, 1887
- Stereocidaris squamosa Mortensen, 1928
- Stereocidaris stylifera Mortensen, 1928
- Stereocidaris sulcatispinis Mortensen, 1928
- Stereocidaris tubifera Mortensen, 1928

## Galerie

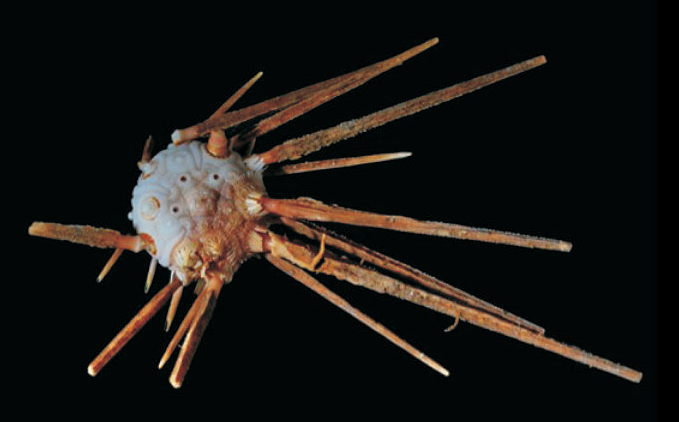
Stereocidaris alcocki
Stereocidaris excavata
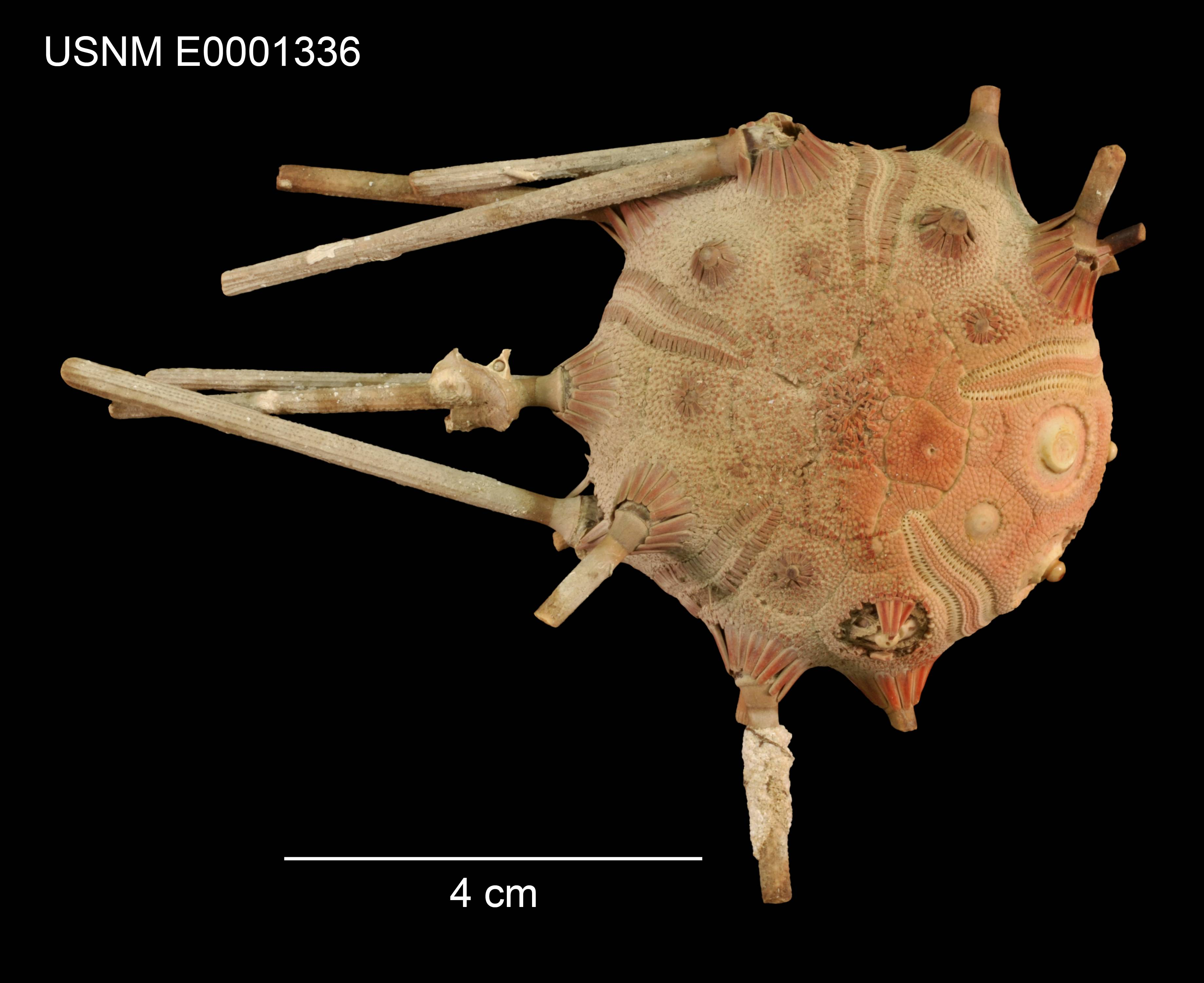
Stereocidaris grandis rubra
Stereocidaris granularis
Stereocidaris hawaiiensis
Stereocidaris indica philippinensis
Stereocidaris ingolfiana
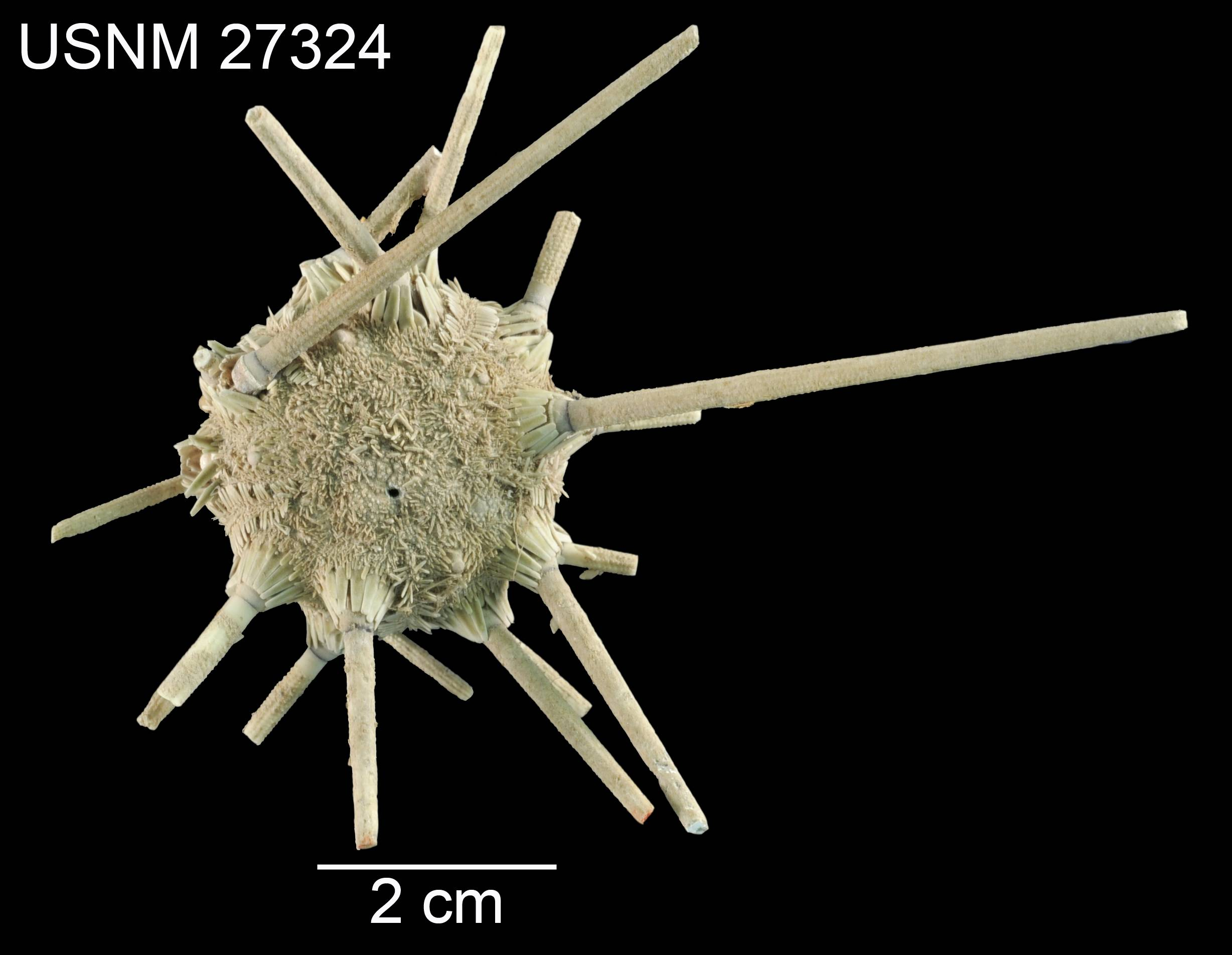
Stereocidaris leucacantha
Stereocidaris purpurascens
Stereocidaris reducta
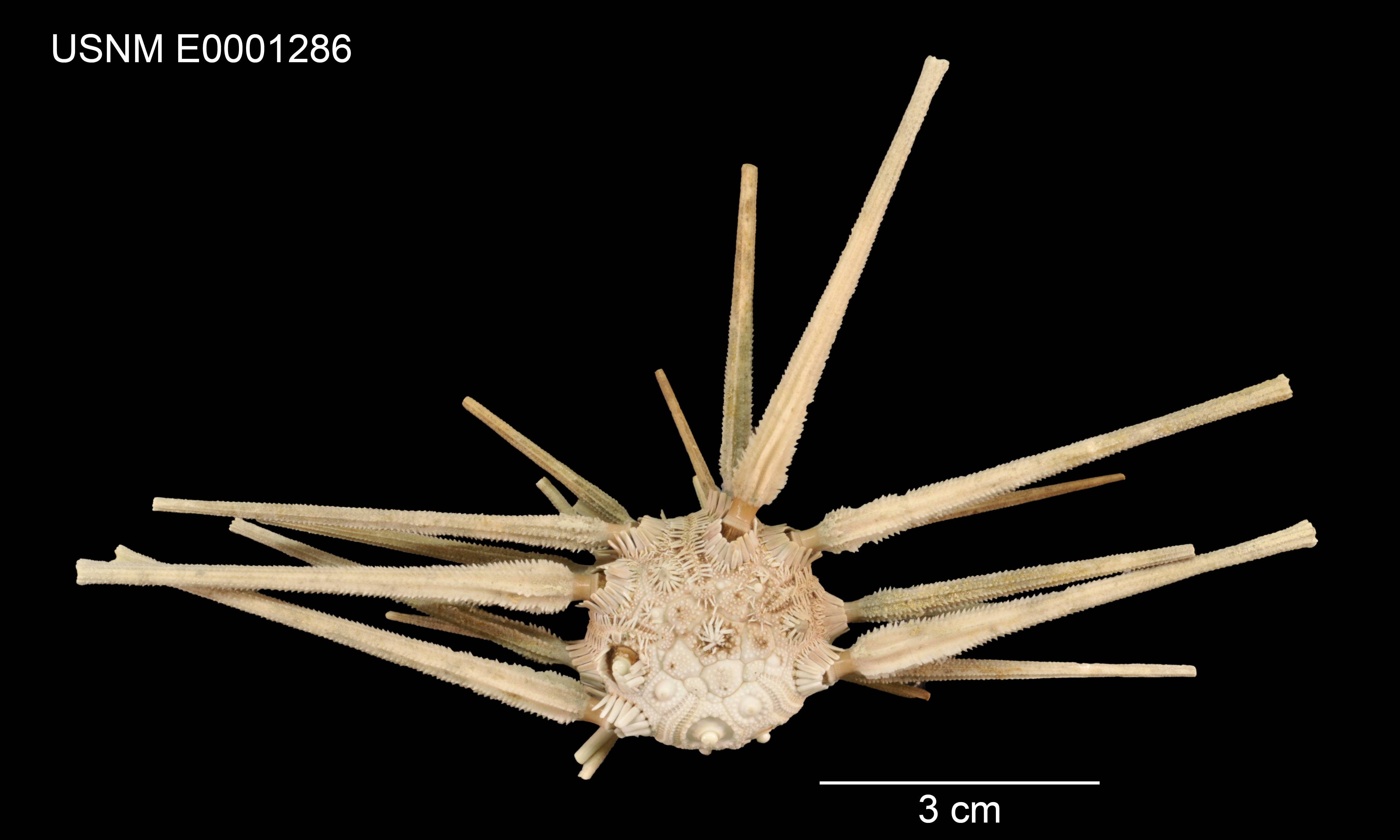
Stereocidaris sceptriferoides lamellata
Stereocidaris squamosa
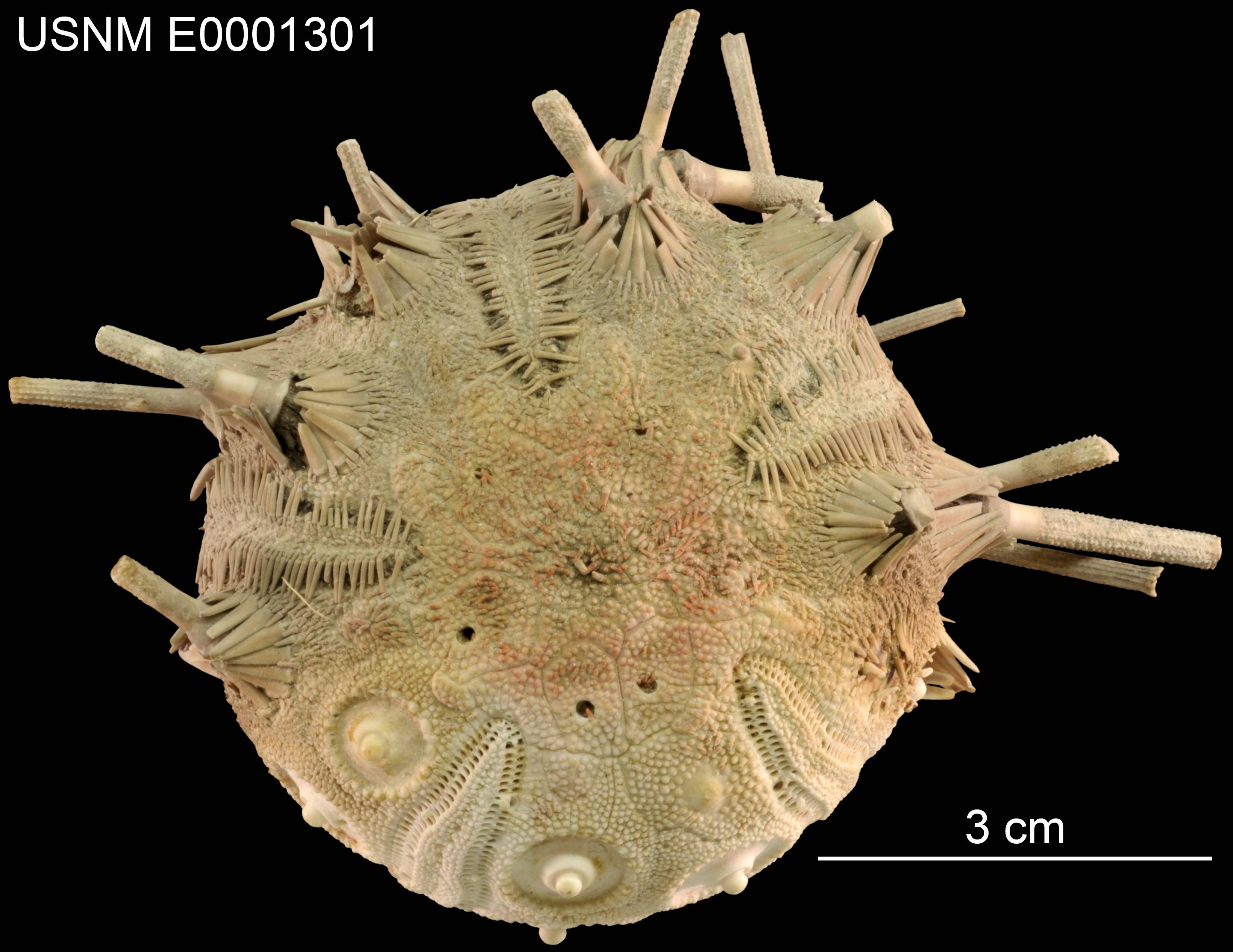
Stereocidaris stylifera
Stereocidaris sulcatispinis
Stereocidaris tubifera